# EFAF Atlantic Cup
La EFAF Atlantic Cup è stata una competizione europea di football americano organizzata dalla EFAF. Raggruppava squadre belghe, francesi, irlandesi, lussemburghesi e olandesi.
Dal 2015 è sostituita dall GFL International Atlantic Cup.

## Formula
Il torneo veniva disputato nella formula a eliminazione diretta.

## Team partecipanti
| Team                             | Numero Partecipazioni | Miglior piazzamento    | Titoli vinti |
| -------------------------------- | --------------------- | ---------------------- | ------------ |
| Amersfoort Untouchables          | 1                     | 4° 2013                | 0            |
| Amsterdam Panthers               | 1                     | 3° 2009                | 0            |
| Belfast Trojans                  | 1                     | 1° 2013                | 1            |
| Brussels Bulls                   | 1                     | 3° 2010                | 0            |
| Brussels Tigers                  | 4                     | 1° 2014                | 1            |
| Dublin Rebels                    | 3                     | 2° 2009                | 0            |
| Hilversum Hurricanes             | 1                     | 2° 2014                | 0            |
| Lelystad Commanders              | 3                     | 1° 2011 2012           | 2            |
| Luxembourg Steelers of Dudelange | 4                     | 4° 2009 2010 2011 2012 | 0            |
| Trinity College                  | 1                     | 2° 2013                | 0            |
| UL Vikings                       | 1                     | 1º 2010                | 1            |
| Vikings de Villeneuve-d'Ascq     | 1                     | 4° 2014                | 0            |
| West Vlaanderen Tribes           | 2                     | 1° 2009                | 1            |

## Albo d'oro
| Stagione | Vincitore              | Avversario             | Risultato | Luogo                      |
| -------- | ---------------------- | ---------------------- | --------- | -------------------------- |
| 2009     | West Vlaanderen Tribes | Dublin Rebels          | 15 - 13   | Bruxelles                  |
| 2010     | UL Vikings             | Lelystad Commanders    | 19 - 18   | Dublino                    |
| 2011     | Lelystad Commanders    | West Vlaanderen Tribes | 47 - 2    | Lussemburgo                |
| 2012     | Lelystad Commanders    | Brussels Tigers        | 12 - 0    | Lelystad                   |
| 2013     | Belfast Trojans        | Trinity College        | 26 - 0    | Tallaght, Tallaght Stadium |
| 2014     | Brussels Tigers        | Hilversum Hurricanes   | 9 - 7     | Bruxelles                  |